# Kodowanie (badania społeczne)
Kodowanie – procedura przetwarzania wartości zmiennych oraz klasyfikacji odpowiedzi respondenta na postać liczbową, która umożliwia analizę statystyczną przez kodera.

## Procedura kodowania

### Rodzaje pytań
Kodowaniu mogą podlegać zarówno pytania zamknięte, jak i pytania otwarte. Procedura postępowania w każdym z tych przypadków jest inna. Pytania zamknięte mają z góry określoną liczbę odpowiedzi, które zaznacza ankieter – w przypadku wywiadu kwestionariuszowego lub respondent samodzielnie – w przypadku ankiety samowypełnialnej. Pytania otwarte pozwalają natomiast respondentowi na udzielenie odpowiedzi np. na pytanie „Dlaczego ocenia Pan(i) rząd Erytrei źle?”. W przypadku pytania otwartego nie ma gotowego zestawu odpowiedzi.

### Kodowanie pytań otwartych
Kodowanie pytań otwartych odbywa się zwykle po zebraniu wszystkich ankiet. Obecnie, w przypadku badań realizowanych przy wsparciu różnego rodzaju urządzeń elektronicznych, np. w przypadku ankiet telefonicznych, ankiet realizowanych na urządzeniach mobilnych, najczęściej laptopach czy ankiet realizowanych w Internecie istnieje możliwość wcześniejszego przygotowania klucza kodowego.
Klucz kodowy to lista kodów odpowiadających odpowiedziom udzielonym przez respondentów. Odpowiednio opisane kody są następnie wprowadzane do oprogramowania statystycznego, np. SPSS czy Statistica.
Kodowanie pytań otwartych polega na przeanalizowaniu przez koderów odpowiedzi respondentów ze wszystkich ankiet i przypisanie odpowiedziom najczęściej występującym kodów z klucza kodowego. Pozostałe odpowiedzi, którym nie zostaną przypisane unikalne kody są najczęściej klasyfikowane do jednej, zbiorczej kategorii „inne”. W praktyce badawczej rzadko analizuje się kategorie, które osiągnęły poniżej 3% wskazań (ponieważ dla próby N = 1.000 wywiadów błąd statystyczny przy frakcji 50% wynosi +/-3.1%, a dla mniejszych prób jest jeszcze większy).